# Platania
Platania (Petranìa in calabrese) è un comune italiano di 1 968 abitanti della provincia di Catanzaro in Calabria.

## Geografia fisica

### Territorio
Platania sorge sull'estremo lembo di uno dei contrafforti del monte Reventino del massiccio silano, che, aprendosi a ventaglio, degradano dolcemente verso la pianura lametina ed il golfo di Sant'Eufemia. Il borgo della provincia catanzarese, affacciato sulla piana di Lamezia Terme, si è sviluppato sulle pendici meridionali del monte Reventino a 750 metri di altezza s.l.m. Il suo territorio (26,84 km²) è compreso tra 350 e 1417 metri di altitudine (cima del monte Reventino) e confina con i comuni di Decollatura, Conflenti, Lamezia Terme, Serrastretta.

#### Orografia
Monte Reventino m 1.417; Monte Faggio m 1.316; Monte Castelluzzo m 1.201.

#### Idrografia
Cascata della Tiglia (Panetti) ;
Torrente Piazza (Granci); Torrente Occhiolungo; Torrente Canne

## Storia

### Simboli
Lo stemma e il gonfalone del Comune sono stati concessi con il Decreto del presidente della Repubblica del 3 gennaio 1972.
Stemma
Gonfalone

## Società

### Evoluzione demografica
Abitanti censiti

### Tradizioni e folclore
Novena di San Michele Arcangelo – dal 19 al 28 settembre
Oltre alle abituali veglie di preghiera che si protraggono dal 19 al 28 settembre all'interno della chiesa madre, parallelamente si svolgono altre veglie nei diversi nuclei abitati, che si trovano nel territorio comunale, allorché la statua del Santo è portata in processione. La sera del 27 il simulacro rientra in paese accompagnato da una fiaccolata che anima il corso principale.
Novena di Natale - dal 16 al 25 dicembre
Lungo le vie del paese, alle prime luci dell'alba, è consuetudine suonare melodie natalizie per annunciare l'imminente nascita di Gesù Bambino.
La Focara - 24 dicembre
La notte della vigilia di Natale si accende un falò (focara) davanti alla chiesa madre, per aspettare la nascita del Redentore.
La Strina - dal 24 dicembre al 6 gennaio
È un tradizionale motivo musicale che, di casa in casa, viene cantato da gruppetti di amici durante le ore della notte. Le famiglie offrono agli inattesi ospiti ogni tipo di leccornia.

## Geografia antropica

### Frazioni
Ciurra, Foresta, Fossa Don Paolo, Granci, Reillo, Mercuri Tedesco, Sambate, Campo Chiesa, Pietra, Panetti, Perricchi.

#### Altre località del territorio
Timpone, Sirugo Sopra, Sirugo Sotto, Boscaino, Acquavona, Sirianni, “Patruna Vicchiu”, Cuvoli, Scavello, Savocà.

## Infrastrutture e trasporti
Platania è attraversata dalla strada provinciale 159.

## Amministrazione
| Periodo          | Periodo          | Primo cittadino | Partito                                                     | Carica  | Note  |
| ---------------- | ---------------- | --------------- | ----------------------------------------------------------- | ------- | ----- |
| 21 novembre 1993 | 16 novembre 1997 | Teodoro Bonadio | Partito Democratico della Sinistra                          | sindaco |       |
| 16 novembre 1997 | 27 maggio 2002   | Michele Rizzo   | Lista di Centro Destra "Insieme per Platania"               | sindaco |       |
| 27 maggio 2002   | 28 maggio 2007   | Michele Rizzo   | Casa delle Libertà - Rizzo Sindaco                          | sindaco |       |
| 28 maggio 2007   | 7 maggio 2012    | Carlo Conte     | lista civica di centro-destra “Continuità del buon Governo” | sindaco |       |
| 7 maggio 2012    | 11 giugno 2017   | Michele Rizzo   | lista civica di centro "Alleanza per Platania"              | sindaco | [ 5 ] |
| 11 giugno 2017   | 12 giugno 2022   | Michele Rizzo   | lista civica di centro-destra "Buon Governo Platanese"      | sindaco |       |
| 13 giugno 2022   | in carica        | Davide Esposito | lista civica di centro "Primavera Platania"                 | sindaco |       |

## Sport

### Calcio
L'ASD Platania Calcio nella stagione 2018-2019, dopo solo un anno dalla sua rifondazione, riesce a conquistare la promozione in Seconda Categoria, vincendo la finale Play-off contro il Curinga Calcio.
Nella stagione successiva, grazie al secondo piazzamento in classifica, conquista, per la prima volta nella sua storia, la Prima Categoria.
Disputa il campionato d'esordio nella stagione 2020-2021, il quale, poi venne sospeso a causa della pandemia.

### Scherma
Platania Scherma, associazione sportiva, si occupa di promuovere la scherma su tutto il territorio comunale.
I giovani atleti platanesi partecipano con assiduità ad un gran numero di competizioni (nazionali, interregionali e regionali) ottenendo spesso buoni risultati.